# Pleistodontes deuterus
Pleistodontes deuterus is een vliesvleugelig insect uit de familie vijgenwespen (Agaonidae). De wetenschappelijke naam is voor het eerst geldig gepubliceerd in 2002 door Lopez-Vaamonde, Dixon & Cook.